# Этот смутный объект желания
«Этот смутный объект желания» (фр. Cet obscur objet du désir; исп. Ese oscuro objeto del deseo) — последняя работа в кино сюрреалиста Луиса Бунюэля. Четвёртая по счёту экранизация романа Пьера Луис «Женщина и паяц» (1898).

## Сюжет
Состоятельный француз средних лет Матье заходит в купе вагона поезда, следующего из Севильи в Париж. Его преследует, пытаясь попасть в уходящий поезд, красивая молодая девушка — Кончита. Пытаясь отделаться от неё, Матье выливает ей на голову ведро воды.
Это наблюдают спутники Матье по купе и требуют объяснений. Тогда Матье рассказывает историю его отношений с Кончитой. Девушка появилась в его доме более года назад, устроившись на работу горничной. Кончита явно не имела опыта, так что пользы от её работы не было никакой — у неё все валилось из рук. Матье давно бы её выгнал, но девушка вызывала у него сексуальное влечение.
Девушка то давала понять, что не против ухаживаний Матье, то опять отказывала. Как-то раз Матье уже почти уговорил Кончиту на сексуальную близость. Каково же было изумление Матье, когда, раздев Кончиту, он обнаружил на ней штаны из прочной парусины. Как он ни мучился, он не смог разорвать ткань. Оказывается, Кончита дала обет невинности до замужества. Это невероятно взбесило Матье, и он разорвал отношения с Кончитой.
В ходе повествования на фоне происходят некие загадочные террористические акты. То по телевизору передают о взрыве бомбы, то Матье читает в газете, что кого-то убили.
Через некоторое время Матье встретил Кончиту в роли стриптизёрши, исполняющей фламенко в ночном клубе Севильи. Чувства вспыхнули опять. Теперь Матье решил действовать более солидно. Он купил Кончите дом, дал понять, что настроен серьёзно, и договорился о свидании. Когда Матье приходит вечером на свидание, Кончита не пускает его на порог. Явно издеваясь, она раздевается перед Матье, который наблюдает сцену из-за решётки, и вступает в интимную близость со своим любовником.
Подавленный и сломленный Матье возвращается в гостиницу. Утром в его номер приходит Кончита и просит простить её, потому что никакого любовника у неё нет, а она просто хотела разыграть Матье. В ответ на это Матье избивает Кончиту до крови.
В концовке фильма Кончита всё-таки появляется в купе поезда по окончании рассказа Матье и выливает ведро воды на него. Матье и Кончита вместе покидают вагон и отправляются гулять по Парижу. Когда они фланируют по пассажу, рядом взрывается бомба террористической группы. Перед взрывом Матье всматривается в то, как девушка за витриной пытается заштопать окровавленный при дефлорации наряд новобрачной.

## В ролях
- Фернандо Рей — Матьё (озвучивает Мишель Пикколи)
- Кароль Буке / Анхела Молина — Кончита
- Жюльен Берто — судья
- Андре Вебер — Вале
- Милена Вукотич — женщина в поезде
- Мария Аскерино — мать Кончиты
- Пьераль — психолог

## Две актрисы в одной роли
Бунюэль хотел экранизировать роман Пьера Луи ещё в конце 1950-х. На главные роли были выбраны Витторио Де Сика и Милен Демонжо. Продюсер фильма имел контракт с Брижит Бардо и настаивал, чтобы Кончиту играла именно она. Из-за разногласий по поводу кастинга Бунюэль выбыл из проекта, и фильм в итоге снял Жюльен Дювивье.
«Этот смутный объект желания» также мог не состояться из-за споров об актрисе. Фильм начинали снимать с Марией Шнайдер в роли Кончиты, однако она выбыла по ходу съёмок. Изабель Аджани, которая должна была её заменить, отказалась танцевать фламенко нагишом. Возникла угроза отмены проекта. Продюсер и режиссёр не могли договориться, кого взять на главную роль — француженку Кароль Буке или испанку Анхелу Молину. Тогда Бунюэль предложил снимать обеих. Таким образом, Кароль Буке и Анхела Молина попеременно играют в фильме одну и ту же роль, хотя, по словам режиссёра, не все зрители (как и герой Фернандо Рея) обращают внимание на это обстоятельство.
Внезапная импровизация Бунюэля с раздвоением Кончиты получила многочисленные истолкования в киноведческой литературе, преимущественно психоаналитические (см. комплекс мадонны/блудницы). «Реально только желание, — рассуждает, к примеру, Джим Хоберман. — Художественное завещание Бунюэля — это юмористическая версия „Головокружения“, и даже более универсальная: это притча о человеке, который безумно влюблён в то, что по определению не может существовать».

Девушку зовут Кончита. Однако роль Кончиты играют две весьма отличные по внешности актрисы, представляющие два сознательно подобранных различных типажа. И характеры, которые создают эти актрисы, различны: в одном случае поползновения героя разбиваются о преувеличенное целомудрие девушки, а в другом — об ее столь же преувеличенную испорченность. Герой постоянно теряет ориентировку, зритель тоже. Однако зритель через определенный срок научается ориентироваться и пренебрегать отличиями внешности и, скажем, такими демонстративными противоречиями, как, например, в эпизоде, когда Кончита (одна актриса) входит в дверь, в руках у нее белая сумочка», а когда она (другая актриса) выходит — черная. Мы отвергаем привычное «другая внешность, следовательно, другой персонаж и принимаем правило игры «другая внешность, но тот же самый персонаж». 
— Ю. Лотман Природа киноповествования

При каждой встрече страстная испанка Молина обещает герою бездну наслаждений. Но едва объятия смыкаются, на её месте оказывается холодная, как сосулька, француженка Букэ. Разрываясь между ними, влюбчивый буржуа все глубже погружается в омут фантасмагории наяву, а вполне сатирическая коллизия прорастает в тему вечной двойственности женской природы. Погоняемый желанием, герой движется к смерти.— Сергей Добротворский, «Коммерсантъ»
В документальном фильме Une œuvre à repriser сценарист Жан-Клод Каррьер обращает внимание, что не только раздвоение актёров, но и все декорации, краски, нереально яркое и равномерное освещение наводят на мысль о спектакле в духе театра абсурда. За принципиальный отказ от реалистичности, за упор на неправдоподобии всего происходящего последний фильм Бунюэля высоко ценил отец «нового романа» Ален Роб-Грийе.

## Премии и номинации
- 1977 — Премии Национального совета кинокритиков США за лучшую режиссуру (Луис Бунюэль) и за лучший фильм на иностранном языке.
- 1977 — Премия ассоциации кинокритиков Лос-Анджелеса за лучший зарубежный фильм (Луис Бунюэль).
- 1978 — Номинация на премию «Золотой глобус» за лучший фильм на иностранном языке.
- 1978 — Номинации на премию «Оскар» за лучший фильм на иностранном языке и за лучший сценарий, основанный на опубликованном источнике (Луис Бунюэль, Жан-Клод Каррьер).
- 1978 — Номинации на премию «Сезар» за лучшую режиссуру (Луис Бунюэль) и лучший сценарий (Луис Бунюэль, Жан-Клод Каррьер).

## Другие экранизации романа
- «Женщина и паяц» (Жак де Баронселли, 1928; в роли Кончиты — Кончита Монтенегро)
- «Дьявол — это женщина» (Джозеф фон Штернберг, 1935; в роли Кончиты — Марлен Дитрих)
- «Женщина и паяц» (Жюльен Дювивье, 1959; в роли Кончиты — Брижит Бардо)